# Ars Aevi
Ars Aevi – muzeum sztuki współczesnej w Sarajewie, stolicy Bośni i Hercegowiny. W muzeum znajduje się około 130 prac światowej sławy artystów m.in. Michelangelo Pistoletto, Jannisa Kounellisa, Josepha Beuysa, Braco Dimitrijevića czy Josepha Kosutha. 
Nowa siedziba muzeum została zaprojektowana przez włoskiego architekta Renzo Piano.